# جنگ ودیعه
جنگ ودیعه یک درگیری بود که در ۲۷ نوامبر ۱۹۶۹ میان عربستان سعودی و جمهوری خلق یمن جنوبی (PRSY) پس از ناسازگاری بر سر داشتن شهر ودیعه در مرز یمن جنوبی و عربستان سعودی رخ داد. درگیری در ۶ دسامبر آنگاه که نیروهای سعودی ودیعه را گرفتند، پایان یافت. 

## زمینه
این شهر در راستای مرز کشمکش‌زای یمن جنوبی و عربستان سعودی جای داشت و نزدیک به پانزده سال پیش، در سال‌های ۱۹۵۴ و ۱۹۵۵، جایی برای ناسازگاری مرزی میان سعودی‌ها و انگلیسی‌ها بود. ودیعه بخشی از سرزمین حضرموت است که پیشتر بخشی از سلطنت قعیطی بوده که خود سلطنت بخشی از کشور تحت‌الحمایه عربستان جنوبی بود. این کشور تحت‌الحمایه در پی بیرون رفتن نیروهای بریتانیایی از این سرزمین به جمهوری خلق یمن جنوبی (PRSY) پیوست شده‌بود. 
پس یمن جنوبی این شهر را بخشی از قلمرو خود می دانست.با این همه، دولت سعودی الودیعه را بخشی از قلمرو خود و همچنین آوردگاه در رویارویی با یمن جنوبی می‌دانست.همچنین چو افتادن‌هایی درباره جای داشتن اندوخته‌های نفت و آب پیرامون شهر روی داد که در پی آن ناسازگاری‌های مرزی بیشتر شد.
همزمان با  پیوند تیره و پرآشوب دو کشور در پی نگاه دشمن‌گون فیصل به یمن جنوبی، یمنی‌ها نیز به نوبه خود با پشتیبانی‌ از سرنگونی پادشاهی‌های خلیج فارس تلافی کردند.
عربستان تا آنجا پیش رفت که برای مخالفان یمن جنوبی پول و جنگ‌افزار فراهم کرد و آنها را برانگیخت تا از مرزها به یمن جنوبی بتازند.
در نوامبر ۱۹۶۹ یمن جنوبی عربستان را به برنامه ریزی برای تاختن‌های بیشتر متهم کرد.

## بن‌مایه
1. ↑  "FOREIGN MISSIONS". Pakistan Air Force Museum Karachi. During the 1969 South Yemen – Saudi conflict, many PAF men and officers from different branches based at Khamis took active part in the battle.
2. ↑  "A Hostile Middle East". DAILY TIMES. Pakistan repaid the favor by sending over PAF fighter pilots to fly the jets of the Royal Saudi Air Force in the 1969 Al-Wadiah conflict between KSA and Yemen.
3. ↑  Bidwell, Robin Leonard (1998). Dictionary of Modern Arab History: An a to Z of over 2,000 Entries from 1798 to the Present Day. Routledge. ISBN 978-0-7103-0505-3.
4. ↑  Halliday, Fred (4 April 2002). Revolution and Foreign Policy: The Case of South Yemen, 1967-1987. Cambridge University Press. ISBN 978-0-521-89164-6.
5. ↑  Schwinghammer, Torsten (24 April 2018). Warfare Since the Second World War. Routledge. ISBN 978-1-351-28970-2.
6. 1 2 3
7. ↑  Vassiliev, Alexei (March 2013). King Faisal: Personality, Faith and Times - Alexei Vassiliev - Google Książki. ISBN 9780863567612.
8. 1 2  Information Division of the Foreign Ministry of Southern Yemen, "Facts on Saudi Arabian Aggression Against Southern Yemen", statement of 22 December 1969.
9. ↑  Gantzel, Klaus Jürgen; Schwinghammer, Torsten (2000). Warfare Since the Second World War. Transaction Publishers. p. 259. ISBN 9781412841184.
10. 1 2  Bidwell, Robin (1998). Dictionary Of Modern Arab History. Routledge. p. 437. ISBN 9780710305053.